# Люфенурон
Люфенурон, (RS)-1-/2,5-дихлор-4-(1,1,2,3,3,3-гексафторпропокси)-фенил-3-(2,6-дифторбензоил)-мочевина, — инсектицид из класса ингибиторов синтеза хитина. Обладает ярко выраженными ларвицидными свойствами, на взрослых насекомых практически не действует.

## Физические и химические свойства
Бесцветное кристаллическое вещество без запаха. Практически не растворим в воде (0,046 мг/л), хорошо растворим в органических растворителях. Устойчив на свету и на воздухе, не подвержен гидролизу. Молекулярная масса 511,16, температура плавления 168,7-169,4 °С, давление паров (25 °С) 4∙10−6 Па.

## Действие на насекомых
Люфенурон блокирует образование хитина, являющегося основным компонентом покровов насекомых, поэтому личинки при линьках не могут сформировать новую кутикулу и гибнут. Взрослые насекомые не растут и не линяют, поэтому на них люфенурон не действует. Люфенурон обладает также контактной овицидной активностью. Особенно эффективен против Heliothis (род совок). Применяется против вредителей яблони (яблонная плодожорка), картофеля (колорадский жук), томата (хлопковая совка), пастбищ, дикой растительности (саранчовые).

## Токсическое действие и устойчивость в окружающей среде
Быстро разлагается в почве (период полураспада 13-20 дней).
Малотоксичен для птиц, млекопитающих, дождевых червей, пчел и полезных насекомых. Токсичен для дафний.